# Marriott Moscow Royal Aurora
Марріотт Москва Ройал Аврора  — п'ятизірковий готель в центрі Москви на вулиці Петрівка, 11.
готель зручно розташований в центрі Москви, в 2 хвилинах ходьби від Великого театру і ГУМу і неподалік від Кремля і Червоної площі. Готель був побудований в 1998 році. 
У готелі розташовуються 234 житлових номери різного розміру, включаючи президентський, консульський та апартаменти.
Будівля, що виходить на Петрівку, виконано в формах російського історизму за мотивами традиційної московської архітектури. Перші 2 поверху об'єднує арочна галерея, де розташовані входи в готель, ресторани і магазини.
Корпуси, що виходять на Столешников провулок, виконані в реставраційному режимі, з відтворенням обсягу, масштабу і деталей забудови. На перших поверхах знаходяться фірмові магазини.